# Jemenska socijalistička stranka
Jemenska socijalistička stranka (arapski: الحزب الاشتراكي اليمني‎, al-Hizb al-Ishtiraki al-Yamani, YSP) je politička stranka u Jemenu. Sljednica je Nacionalne oslobodilačke fronte. Bila je vladajućom strankom u Južnom Jemenu sve do ujedinjenja Jemena 1990. godine. Izvorno je bila na marksističko-lenjinističkim zasadama. Postupno je evoluirala u demokratsku socijalističku oporbenu stranku u današnjem ujedinjenom Jemenu.
Članovi su stari članovi arapskog nacionalističkog pokreta i Fronte nacionalnog oslobođenja. 
Članica je Socijalističke internacionale i Progresivnog saveza. 
1963. osnovana je Nacionalna fronta oslobođenja okupiranoga Južnog Jemena. Ona i godinu poslije osnovana Fronta za oslobođenje okupiranoga Južnog Jemena vodila je oružanu borbu s britanskim vlastima za oslobođenje Južnoga Jemena. Ubrzo su obje skupine stupile u borbu jedna s drugom.
1975. godine članovi Nacionalne fronte oslobođenja okupiranoga Južnog Jemena skupa s lijevim baasovcima i marksistima ušli su u Objedinjenu političku organizaciju Nacionalna fronta, na osnovi koje je poslije osnovana Jemenska socijalistička stranka.
God. 1978. bio je vojni udar i Južnome Jemenu. Predsjednik Predsjedničkog vijeća Salim Ali Rubaji je bio ubijen. Ali al-Nasir Muhamad i Abd al-Fatah Ismail preuzeli su vlast. NLF je 1978. preimenovan u Jemensku socijalističku stranku).
Stranku je uspostavio Abdul al-Fattah Ismail 1978. nakon procesa ujedinjenja skupine jemenskih revolucionarnih skupina i u Južnom i u Sjevernom Jemenu. Jezgru je činio NLF i još dvije stranke te pet lijevih organizacija. 
Uskoro su donesena rješenja o osnivanju i utvrdili programske dokumente, sastali su se 13. i 14. listopada 1978. godine. U ustavu je proglašeno da stranka je "avangardom jemenske radničke klase u savezu sa seljaštvom i inim slojevima radnog naroda. Stranka objedinjava u svojim redovima na dobrovoljnoj osnovi najprogresivnije i najsvjesnije elemente radničke klase, seljaštva, vojnika, revolucionarne inteligencije i svih onih koji prihvaćaju politički program stranke".
Budući da je bila jedina zakonita stranka u državi, osvojila je svih 111 zastupničkih mjesta na parlamentarnim izborima prosinca 1978. godine.
1994. je čelnik Jemenske socijalističke stranke Ali Salim al-Bid djelovao separatistički. Bio je tadašnji zamjenik predsjednika Alija Abdulaha Salima. Proglasio je neovisnost bivšega Južnog Jemena. Akcija je prošla bez uspjeha i izbio je građanski rat. Poražen je već travnja 1994. godine. Poraženi Jug nikad se nije pomirio te je 2009. izbio novi separatistički ustanak.

## Vanjske poveznice
- Službene stranice